# Toulon
Toulon je město a významný přístav na jihovýchodě Francie. Sídlí zde největší základna francouzského válečného námořnictva ve Středomoří. Je hlavním městem departementu Var v regionu Provence-Alpes-Côte-d'Azur, dříve provincii Provence.

## Historie

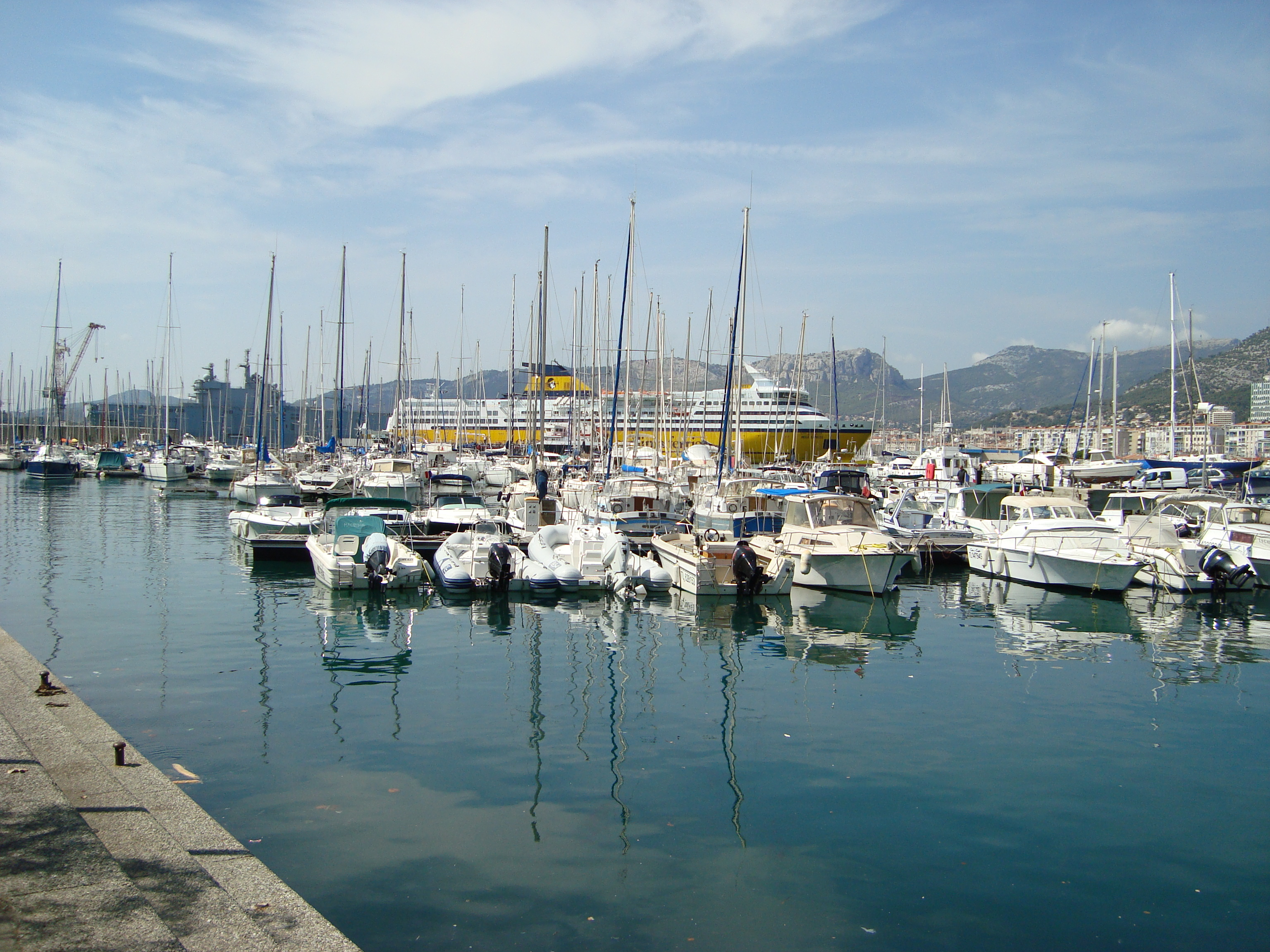
přístav

Lokalita byla známá již v římské době a nazývala se Telo Martius. Již koncem 16. st. se stal Toulon válečným přístavem, kotvily zde galéry. Přístav byl postupně opevňován. V průběhu 18. st. došlo v Toulonu k několika bitvám: tažení proti Toulonu během válek o dědictví španělské (1707), bitva o Toulon 1744 a Napoleonovo dobytí Toulonu (1793). Napoleon Bonaparte byl jmenován velitelem dělostřelectva v armádě obléhající Toulon obsazený royalisty a anglickou armádou, v přístavu kotvily anglické a jiné nepřátelské lodě. Napoleonovi se podařilo prosadit vlastní plán útoku na město, přestože nebyl vrchním velitelem. Toulon byl dobyt a strůjce tohoto vítězství povýšen na brigádního generála.
Po porážce Francie v roce 1940 zde kotvilo loďstvo vichistické Francie. Když Německo začalo po operaci Torch obsazovat i vichistickou Francii, francouzští námořníci své lodě potopili (27. listopad 1942). V roce 1944 bylo město v bojích velmi poškozeno. V současné době je Toulon největším francouzským válečným přístavem, a rovněž vzrůstá jeho význam i jako obchodního přístavu.

## Město a památky

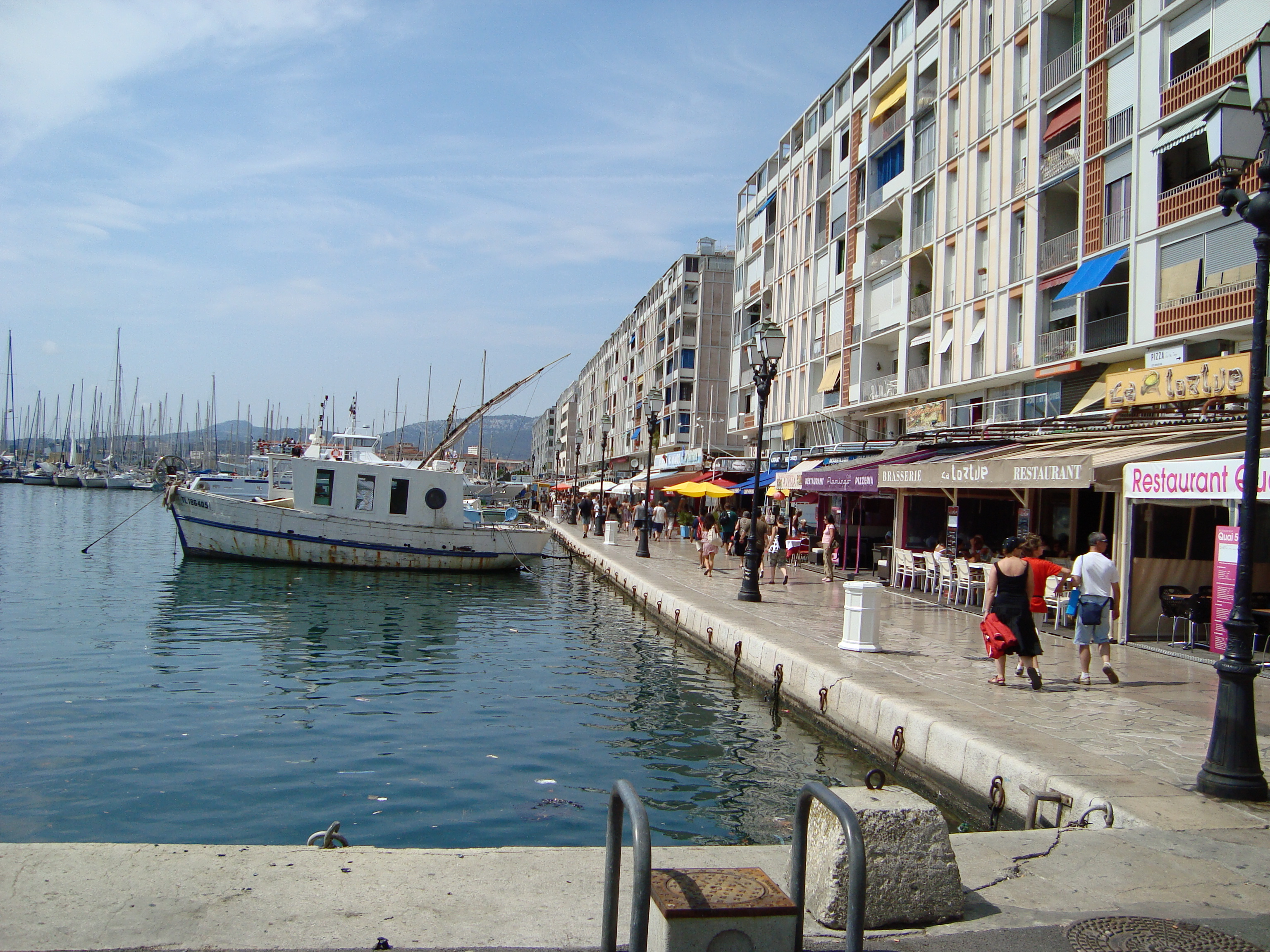
nábřeží Quai Cronstadt

Historické centrum města, Staré město, bylo v průběhu druhé světové války velmi poškozeno. Centrum města tak tvoří nová zástavba s původními dochovanými budovami. Hlavní centrum města je na nábřeží Quai Cronstadt, kde jsou kavárny, restaurace a obchody. Dochovala se radniční věž. Hlavní památkou na Starém městě je katedrála Notre-Dame-de-la-Sède de Toulon založená v 11. století a dokončená až ve 18. století. 36 m vysoká katedrální věž pochází z první pol. 18. století. Oblíbené je na Starém městě také tržiště Course Lafayette s rybím trhem.
Severně od Starého města leží Horní město vystavěné v pol. 19. století Střed Horního města tvoří náměstí Place de la Liberté. V okolí najdeme budovu Opery (L'opéra de Toulon) z roku 1862, Grand Hôtel nebo Justiční palác. Z muzeí je nejvýznamnější Museé de la Marine popisující mimo jiné historii města jako přístavu a Muzeum archeologie.
Na pobřeží, jihovýchodně od centra města, najdeme také opevnění Tour royale z první pol. 16. století a východně od něj Fort Saint-Louis z konce 17. století.

### Galerie

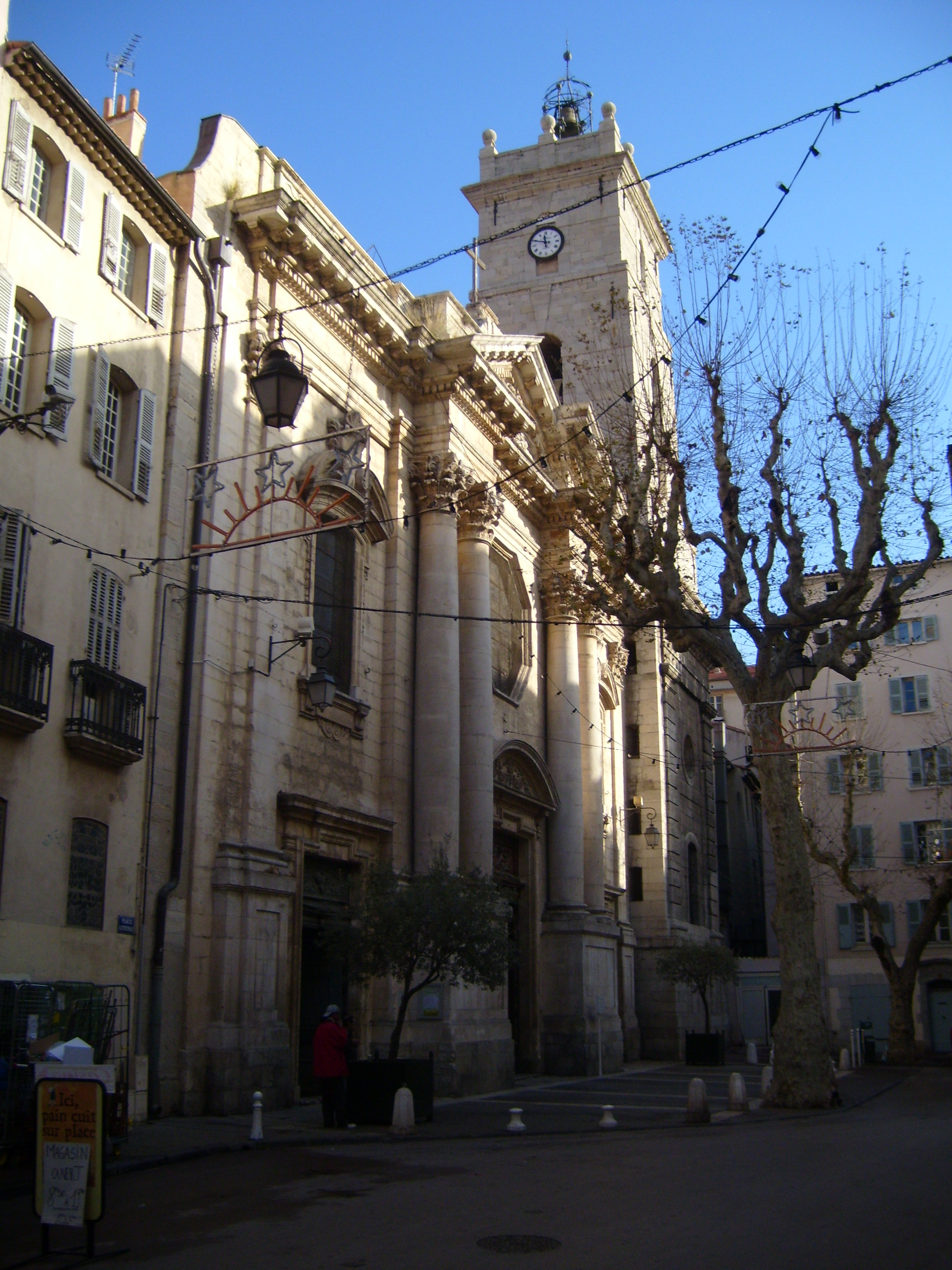
katedrála
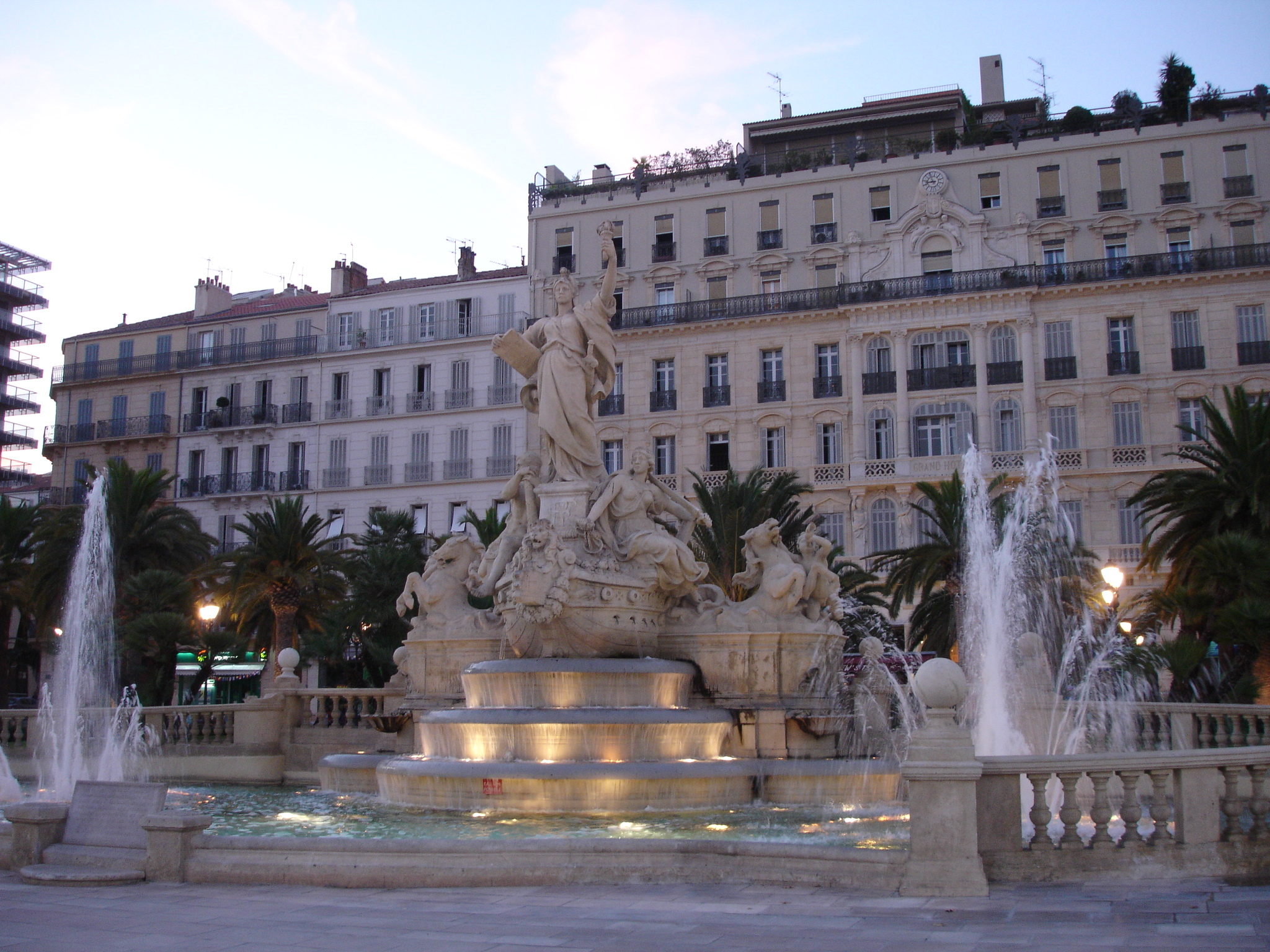
Place de la Liberté
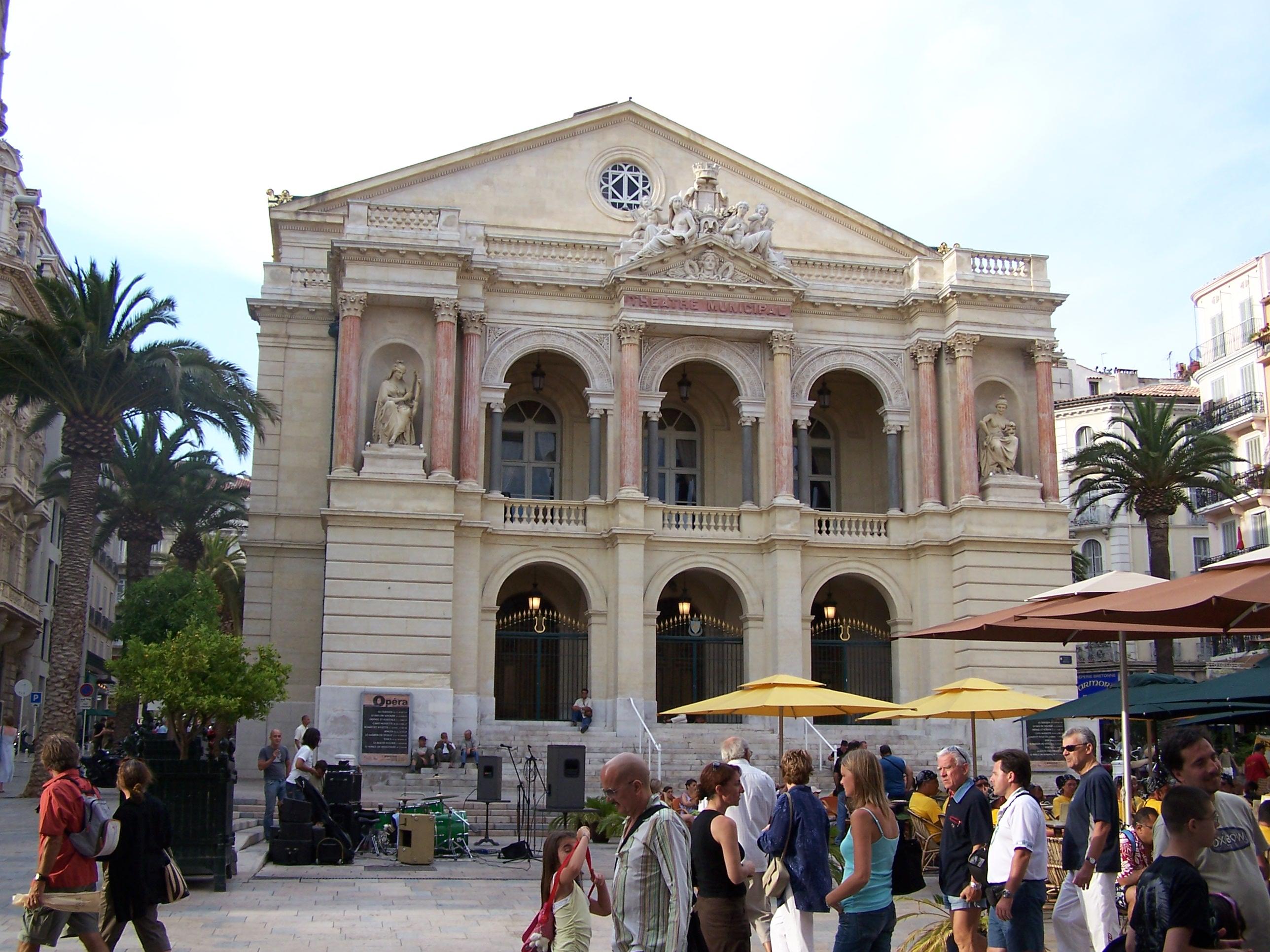
Opera
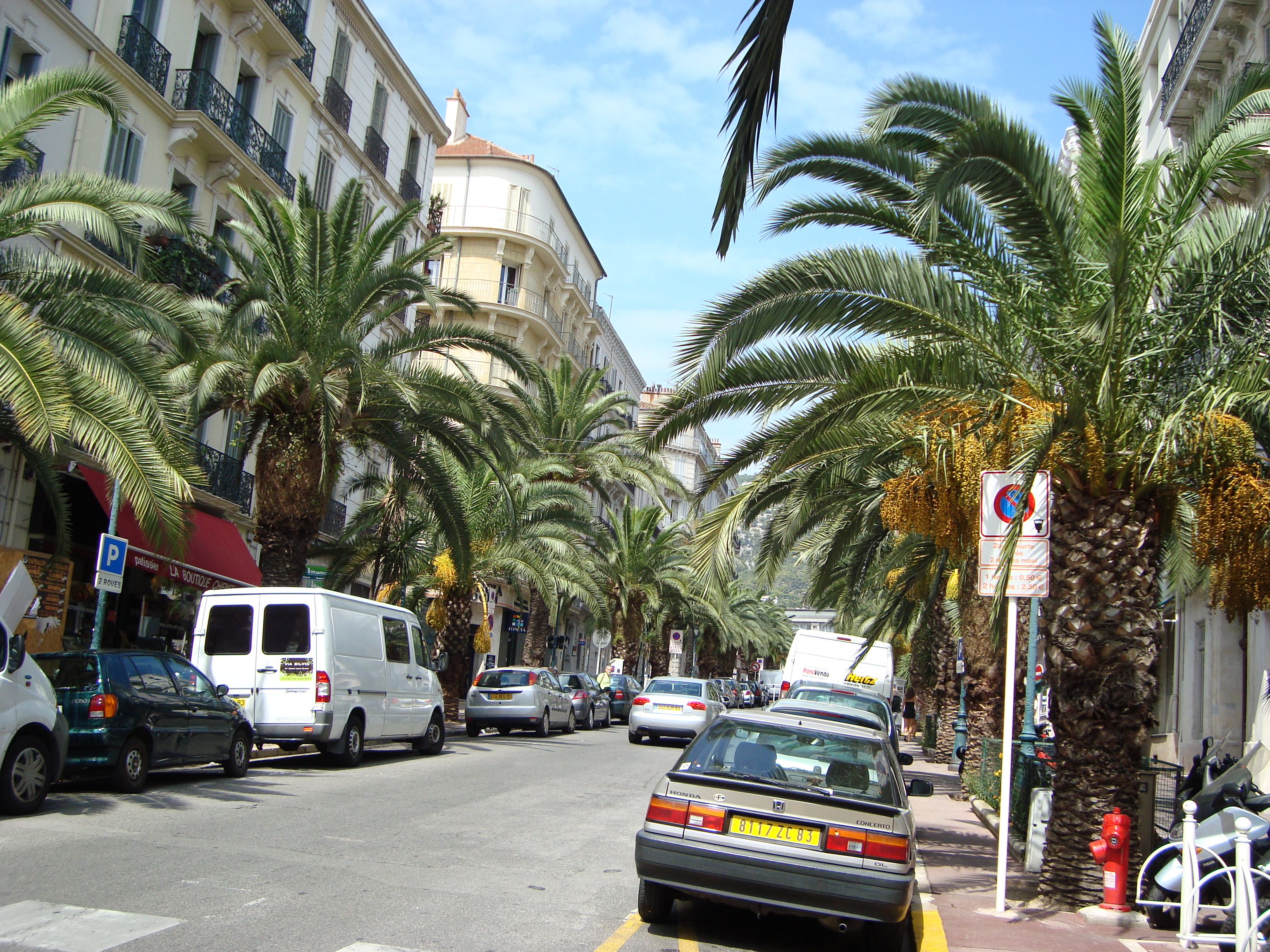
ulice v centru města
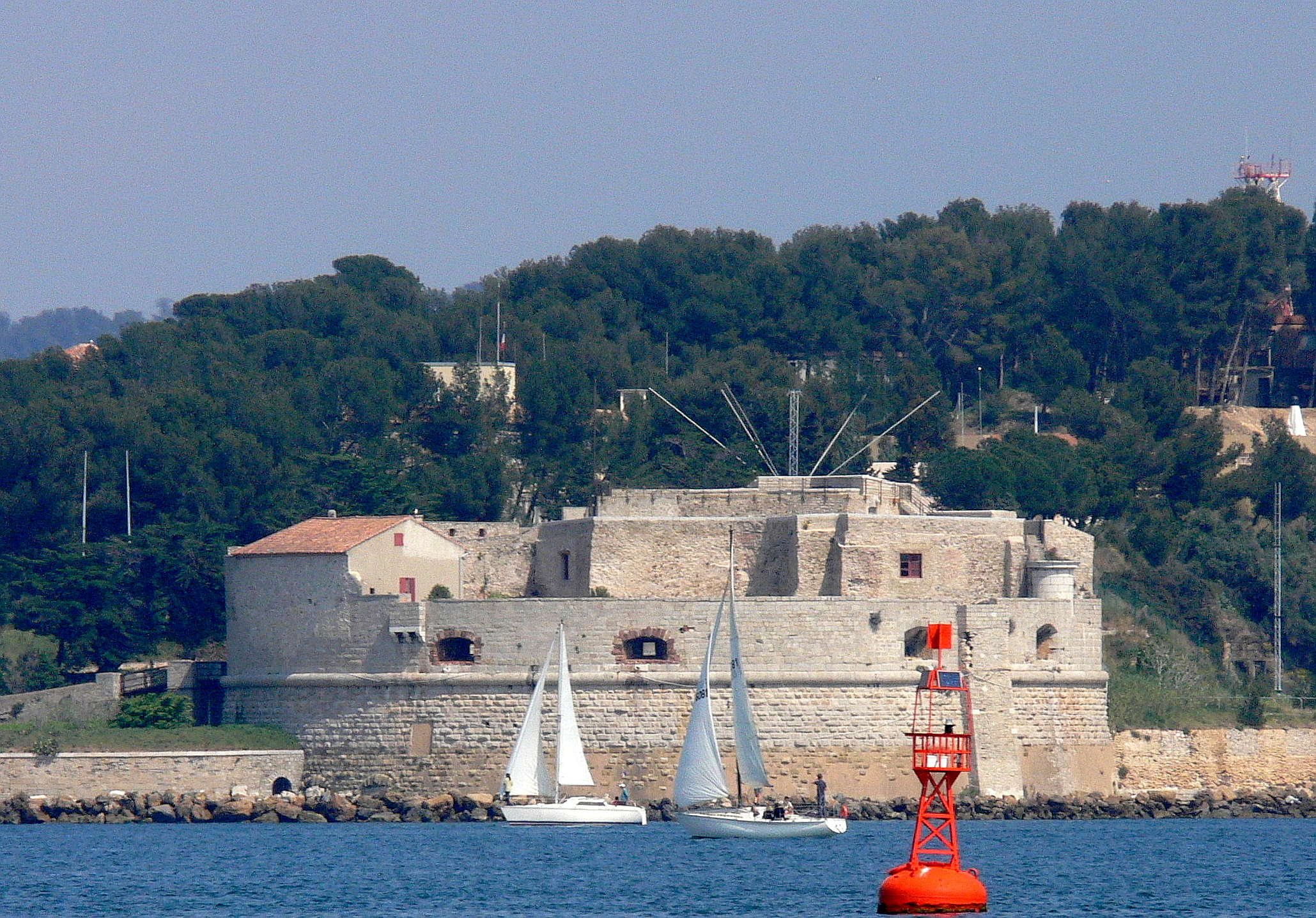
pevnost Tour royale

## Vzdělání
- Kedge Business School

## Vývoj počtu obyvatel
Počet obyvatel

## Osobnosti města

### Rodáci
- Lúcio Costa (1902–1998), brazilský architekt a urbanista[1]
- Anne Golonová (1921–2017), francouzská spisovatelka, autorka knižní série Angelika[2]
- Jacques Le Goff (1924–2014), francouzský historik[3]
- Gilbert Bécaud (1927–2001), francouzský zpěvák, šansoniér, hudební skladatel[4]
- Mireille Darcová (1938–2017), francouzská herečka[5]
- Michele Chardonnetová (* 1956), bývalá francouzská atletka, běžkyně na 100 metrů překážek[6]

### Obyvatelé
- Maurice Pellé (1863–1924), francouzský generál, účastník francouzské vojenské mise v Československu[7]
- Roger Michelot (1912–1993), francouzský boxer, olympijský vítěz v polotěžké váze z LOH 1936[8]

## Partnerská města[9]
- Herzlija[10]
- Kronštadt
- Khémisset[zdroj?]
- La Spezia
- Mannheim
- Norfolk
- Oran[zdroj?]